# Valley County (Montana)
Valley County ist ein County im Bundesstaat Montana der Vereinigten Staaten. Der Sitz der Countyverwaltung (County Seat) befindet sich in Glasgow.

## Demografische Daten

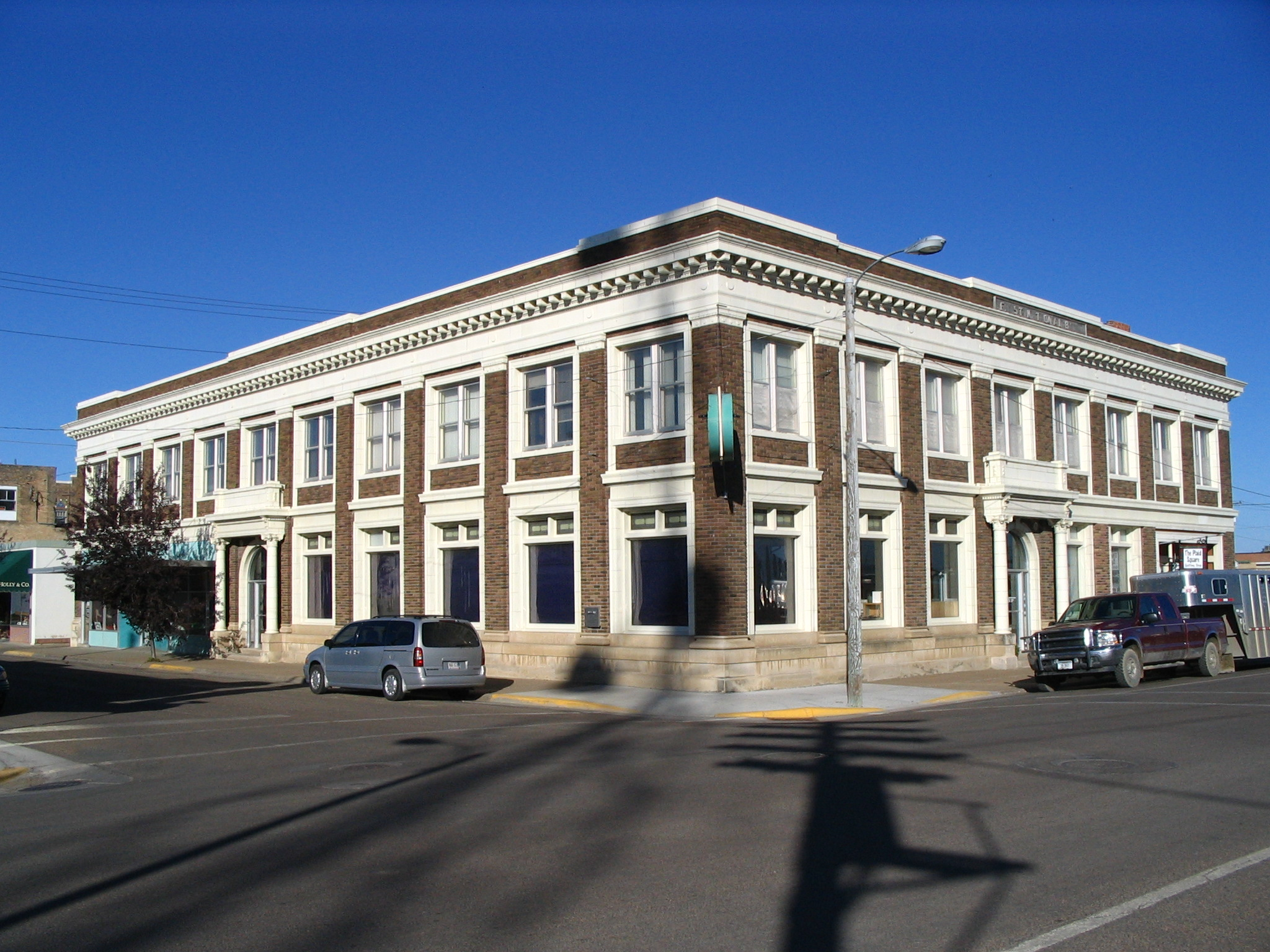
Das First National Bank of Glasgow, gelistet im NRHP

Nach der Volkszählung im Jahr 2000 lebten im County 7.675 Menschen. Es gab 3.150 Haushalte und 2.129 Familien. Die Bevölkerungsdichte betrug 1 Einwohner pro Quadratkilometer. Ethnisch betrachtet setzte sich die Bevölkerung zusammen aus 88,14 % Weißen, 0,13 % Afroamerikanern, 9,42 % amerikanischen Ureinwohnern, 0,25 % Asiaten, 0,01 % Bewohnern aus dem pazifischen Inselraum und 0,26 % aus anderen ethnischen Gruppen; 1,79 % stammten von zwei oder mehr ethnischen Gruppen ab. 0,78 % der Bevölkerung waren spanischer oder lateinamerikanischer Abstammung.
Von den 3.150 Haushalten hatten 29,70 % Kinder und Jugendliche unter 18 Jahre, die bei ihnen lebten. 55,50 % waren verheiratete, zusammenlebende Paare, 8,20 % waren allein erziehende Mütter. 32,40 % waren keine Familien. 29,30 % waren Singlehaushalte und in 12,00 % lebten Menschen im Alter von 65 Jahren oder darüber. Die Durchschnittshaushaltsgröße betrug 2,38 und die durchschnittliche Familiengröße lag bei 2,93 Personen.
Auf das gesamte County bezogen setzte sich die Bevölkerung zusammen aus 25,10 % Einwohnern unter 18 Jahren, 6,00 % zwischen 18 und 24 Jahren, 24,30 % zwischen 25 und 44 Jahren, 25,60 % zwischen 45 und 64 Jahren und 19,00 % waren 65 Jahre alt oder darüber. Das Durchschnittsalter betrug 42 Jahre. Auf 100 weibliche Personen kamen 98,20 männliche Personen, auf 100 Frauen im Alter ab 18 Jahren kamen statistisch 95,10 Männer.
Das jährliche Durchschnittseinkommen eines Haushalts betrug 30.979 USD, das Durchschnittseinkommen der Familien betrug 39.044 USD. Männer hatten ein Durchschnittseinkommen von 27.233 USD, Frauen 17.686 USD. Das Prokopfeinkommen betrug 16.246 USD. 13,50 % der Bevölkerung und 9,50 % der Familien lebten unterhalb der Armutsgrenze. 15,40 % davon waren unter 18 Jahre und 14,40 % waren 65 Jahre oder älter.

## Geschichte
14 Bauwerke und Stätten des Countys sind im National Register of Historic Places eingetragen (Stand 9. Februar 2018).

## Orte im Valley County
Citys
| - Glasgow |

Towns
| - Fort Peck - Nashua - Opheim |

Census-designated places (CDP)
| - Frazer - Hinsdale - St. Marie |

Unincorporated Communitys
| - Glentana - Larslan - Lustre | - Oswego - Park Grove - Richland |

Ghost Towns
| - Baylor - Beaverton - Genevieve - Miles Crossing - Murray Place - Roanwood | - Tampico - Thoeny - Vandalia - Whately - Wheeler |